# Maurilândia
Maurilândia es un municipio brasileño del estado de Goiás. Su población en 2010 fue estimada en 11.516 habitantes, de acuerdo con datos del IBGE. Limita con Río Verde al oeste, con Santa Helena de Goiás y Turvelândia al norte y con Castelândia al este.